# Ораль
Ораль (кхмер. ភ្នំឱរ៉ាល់) — гора в Камбоджі, найвища точка країни.
Гора Ораль розташована у східній частині гір Кравань і є найвищою вершиною в країні — 1813 м н.р.м. Схили і вершина вкриті лісом. В районі гори організовано природний національний парк. Гора розташована в окрузі Ораль провінції Кампонгспи.